# Liste der Orgeln im Landkreis Wittmund
Die Liste der Orgeln im Landkreis Wittmund umfasst alle erhaltenen Pfeifenorgeln im Landkreis Wittmund (Ostfriesland). Sie ist eine Ergänzung zum Hauptartikel Orgellandschaft Ostfriesland, in dem sich weitere Literatur findet.
Der Landkreis weist einen Orgelbestand von 36 Werken auf, von denen 21 vor dem Jahr 1900 gebaut wurden. Überwiegend finden sich einmanualige kleine Dorforgeln; nur zehn Instrumente verfügen über zwei Manuale. Die Orgel in Buttforde aus dem Jahr 1681 ist die älteste des Landkreises, das einzige erhaltene Werk von Joachim Richborn. Im 18. Jahrhundert vermittelten auswärtige Orgelbauer wie Christian Klausing und Hinrich Just Müller einen westfälischen Einfluss auf die Region. Die Orgeln des 19. Jahrhunderts gehen fast ausschließlich auf die beiden konkurrierenden ostfriesischen Orgelbauerfamilien von Gerd Sieben Janssen und Johann Gottfried Rohlfs zurück. Arnold Rohlfs’ Orgel in St.-Magnus-Kirche in Esens (1860) ist mit 30 Registern die größte Orgel des Landkreises. Nach dem Zweiten Weltkrieg hat Alfred Führer aus dem nah gelegenen Wilhelmshaven die Orgelregion durch zehn Neubauten maßgeblich geprägt.

## Liste der Orgeln
In der vierten Spalte sind die hauptsächlichen Erbauer angeführt; eine Kooperation mehrerer Orgelbauer wird durch Schrägstrich angezeigt, spätere Umbauten durch Komma. In der sechsten Spalte bezeichnet die römische Zahl die Anzahl der Manuale, ein großes „P“ ein selbstständiges Pedal, ein kleines „p“ ein nur angehängtes Pedal und die arabische Zahl die Anzahl der klingenden Register. Die vorletzte Spalte führt die letzte umfassende Restaurierung an. Erhaltene historische Gehäuse (mit modernen Orgeln) werden durch Kursivschrift angezeigt.
| Ort                  | Gebäude                            | Bild            | Orgelbauer                                       | Jahr                 | Manuale | Register | Anmerkungen |
| -------------------- | ---------------------------------- | --------------- | ------------------------------------------------ | -------------------- | ------- | -------- | --- |
| Ardorf               | Ardorfer Kirche                    |                 | Arnold Rohlfs                                    | 1844–1847            | I/p     | 10       | 2003 Restaurierung durch Martin ter Haseborg; weitgehend erhalten                                                                          |
| Asel                 | St.-Dionysius-Kirche               |                 | Gerd Sieben Janssen, Alfred Führer               | 1855–1856, 1953      | I/P     | 8        | weitgehend erhalten |
| Berdum               | Maria-Magdalena                    |                 | Gerd Sieben Janssen                              | 1878                 | I/p     | 5        | 1977 Renovierung durch Werkstatt Alfred Führer; weitgehend erhalten                                                                        |
| Blersum              | Blersumer Kirche                   |                 | Johann Martin Schmid                             | 1890–1891            | I/P     | 7        | 2000 Renovierung durch Werkstatt Alfred Führer; weitgehend erhalten                                                                        |
| Blomberg-Neuschoo    | Blomberger Kirche                  |                 | Johann Diepenbrock                               | 1892                 | I/P     | 9        | mit Tutti-Tritt, neogotisches Gehäuse; 1977–1978 Restaurierung durch Martin Haspelmath                                                     |
| Burhafe              | St.-Florian-Kirche                 |                 | Johann Gottfried Rohlfs, Johann Martin Schmid    | 1794, 1904–1905      | I/P     | 10       | 2009 Restaurierung durch Harm Dieder Kirschner; erste Orgel von Rohlfs; einige Register erhalten                                           |
| Buttforde            | St.-Marien-Kirche                  |                 | Joachim Richborn                                 | 1681                 | I/p     | 9        | 2011–2012 Restaurierung durch Hendrik Ahrend; einzige weitgehend erhaltene Orgel Richborns → Orgel                                         |
| Carolinensiel        | Carolinensieler Kirche             |                 | Hinrich Just Müller                              | 1780–1781            | II/p    | 11       | Restaurierungen 2004–2005 durch Hillebrand und 2004–2005 durch Heiko Lorenz; einige Register erhalten                                      |
| Dunum                | Dunumer Kirche                     |                 | Hinrich Just Müller                              | 1759–1765            | I/p     | 9        | 1979–1981 Restaurierung durch Martin Haspelmath; weitgehend erhalten                                                                       |
| Eggelingen           | St.-Georg-Kirche                   |                 | Gerd Sieben Janssen                              | 1843–1846            | I/p     | 8        | 1997–1999 Restaurierung durch Alfred Führer; weitgehend erhalten                                                                           |
| Esens                | Friedhofskapelle                   |                 | Alfred Führer                                    | 1978                 | I       | 3        | Truhenorgel |
| Esens                | St.-Magnus-Kirche (Hauptorgel)     |                 | Arnold Rohlfs                                    | 1848–1860            | II/P    | 30       | Restaurierungen 1982–1983 durch Werkstatt Alfred Führer und 2006 durch Bartelt Immer; größte Orgel von Rohlfs, nahezu vollständig erhalten |
| Esens                | St.-Magnus-Kirche (Truhenorgel)    | Bild gesucht BW | Alfred Führer                                    | 1991–1992            | I       | 3        | Truhenorgel |
| Esens                | St.-Magnus-Kirche, Gemeindehaus    | Bild gesucht BW | Alfred Führer                                    | 1966–1967            | I/p     | 4        | |
| Etzel                | St.-Martinus-Kirche                |                 | Gerd Sieben Janssen, P. Furtwängler & Hammer     | 1864, 1928           | II/P    | 12       | pneumatisch, hinter historischem Prospekt von 1864; 2007 Restaurierung durch Bartelt Immer                                                 |
| Friedeburg           | Zum guten Hirten                   |                 | Alfred Führer                                    | 1978–1979            | I       | 3        | |
| Fulkum               | Maria-Magdalena-Kirche             |                 | Arnold Rohlfs, Alfred Führer                     | 1860–1866, 1968–1969 | I/p     | 6        | vollständig erhalten |
| Funnix               | St.-Florian-Kirche                 |                 | Johann Friedrich Constabel / Hinrich Just Müller | 1760–1762            | I/p     | 8        | 1984–1986 Restaurierung durch Werkstatt Alfred Führer; weitgehend erhalten                                                                 |
| Horsten (Hauptorgel) | St.-Mauritius-Kirche               |                 | Samuel Schröder                                  | 1731–1733            | II/P    | 18       | 1956/1985 Restaurierungen durch Werkstatt Alfred Führer; einzige Orgel Schröders in Ostfriesland; 7–8 Register erhalten                    |
| Horsten              | St.-Mauritius-Kirche (Truhenorgel) |                 | Alfred Führer                                    | 1976                 | I       | 3        | Truhenorgel |
| Langeoog             | Inselkirche                        |                 | Alfred Führer                                    | 1992                 | II/P    | 24       | neogotisches Gehäuse, mit Schwellwerk |
| Langeoog             | St. Nikolaus                       |                 | Orgelbau Hauser                                  | 1987                 | II/P    | 7        | ursprünglich für Werthenstein, Kapelle des Missionsseminars Höchweid, gebaut, 2019 nach Langeoog umgesetzt                                 |
| Leerhafe             | Cäcilien- und Margarethenkirche    |                 | Arnold Rohlfs, Alfred Führer                     | 1863, 1956–1958      | II/P    | 15       | 2000 Restaurierung durch Martin ter Haseborg; Prospekt erhalten                                                                            |
| Marx                 | St.-Marcus-Kirche                  |                 | Johann Gottfried Rohlfs                          | 1820–1823            | I/p     | 7        | 2002 Restaurierung durch Martin ter Haseborg; weitgehend erhalten                                                                          |
| Neuschoo             | Bethlehemkirche                    |                 | Gustav Brönstrup                                 | 1953                 | I/P     | 11       | |
| Ochtersum            | St.-Materniani-Kirche              |                 | Christian Klausing                               | 1734–1737            | I/p     | 9        | 1972–1973 Restaurierung durch Jürgen Ahrend; Klausings einziges Werk in Ostfriesland; weitgehend erhalten                                  |
| Reepsholt            | St. Mauritius                      |                 | Johann Friedrich Wenthin                         | 1788–1789            | II/p    | 17       | 1992–1993 Restaurierung durch Bernhardt Edskes; weitgehend erhalten                                                                        |
| Spiekeroog           | Alte Inselkirche                   |                 | Rudolf Janke                                     | 1961                 | II/p    | 5        | |
| Spiekeroog           | Neue Inselkirche (Sommerkirche)    |                 | Rudolf Janke                                     | 1964–1965            | II/P    | 18       | mit Spanischen Trompeten, 2002 Umbau durch Rudolf Janke (Octave 4′ statt Rauschpfeife im Pedal)                                            |
| Stedesdorf           | St.-Aegidien-Kirche                |                 | Valentin Ulrich Grotian, Arnold Rohlfs           | 1696, 1847–1849      | I/p     | 9        | 1986 Restaurierung durch Rudolf Janke; einige Register von Grotian erhalten                                                                |
| Thunum               | St.-Marien-Kirche                  |                 | Arnold Rohlfs                                    | 1855                 | I/p     | 6        | 1984–1985 Restaurierung durch Werkstatt Alfred Führer; 3–4 Register erhalten; Messerrückenpedal                                            |
| Werdum               | St.-Nicolai-Kirche                 |                 | Johann Diepenbrock                               | 1897–1898            | II/P    | 14       | 1987–1988 Restaurierung durch Martin Haspelmath; vollständig erhalten                                                                      |
| Westerholt           | Westerholter Kirche                |                 | Arnold Rohlfs                                    | 1840–1842            | I/p     | 8        | 1988–1989 Restaurierung durch Martin Haspelmath; weitgehend erhalten                                                                       |
| Wittmund             | Friedhofskapelle                   |                 | Alfred Führer                                    | 1955                 | I/p     | 3        | |
| Wittmund             | St. Bonifatius                     |                 | Alfred Führer                                    | 1964                 | I/p     | 7        | |
| Wittmund             | St. Nicolai                        |                 | Hinrich Just Müller, Alfred Führer               | 1776/1936            | II/P    | 25       | 2006 Restaurierung durch Bartelt Immer; Prospekt erhalten                                                                                  |